# Gennaro Ottaviano
Gennaro Ottaviano (Napoli, 25 luglio 1874 – Napoli, 25 agosto 1936) è stato un poeta e paroliere italiano.
Fu autore di molte note canzoni napoletane, tra cui:
- 'O marenariello, 1893, musicata da Salvatore Gambardella;
- 'O paese 'e Maria, musicata da Evemero Nardella